# Гре-Дуасо
Гре-Дуасо́ (фр. Grez-Doiceau, валлон. Gré, нід. Graven) — муніципалітет Валлонії, розташований у бельгійській провінції Валлонський Брабант. На 1 січня 2006 року загальна кількість населення Гре-Дуасо становила 12 403 особи. Загальна площа 55,44 км², що дає щільність населення 224 жителі на км². Гре-Дуасо зрошує Трейн, притока Дайла.
Муніципалітет складається з таких районів: Аршен, Б'єз, Босут-Готчейн, Грез-Дуасо та Нетен.
У Грез-Дуасо помер лауреат Нобелівської премії цитолог і біохімік Крістіан де Дюве (1917–2013).

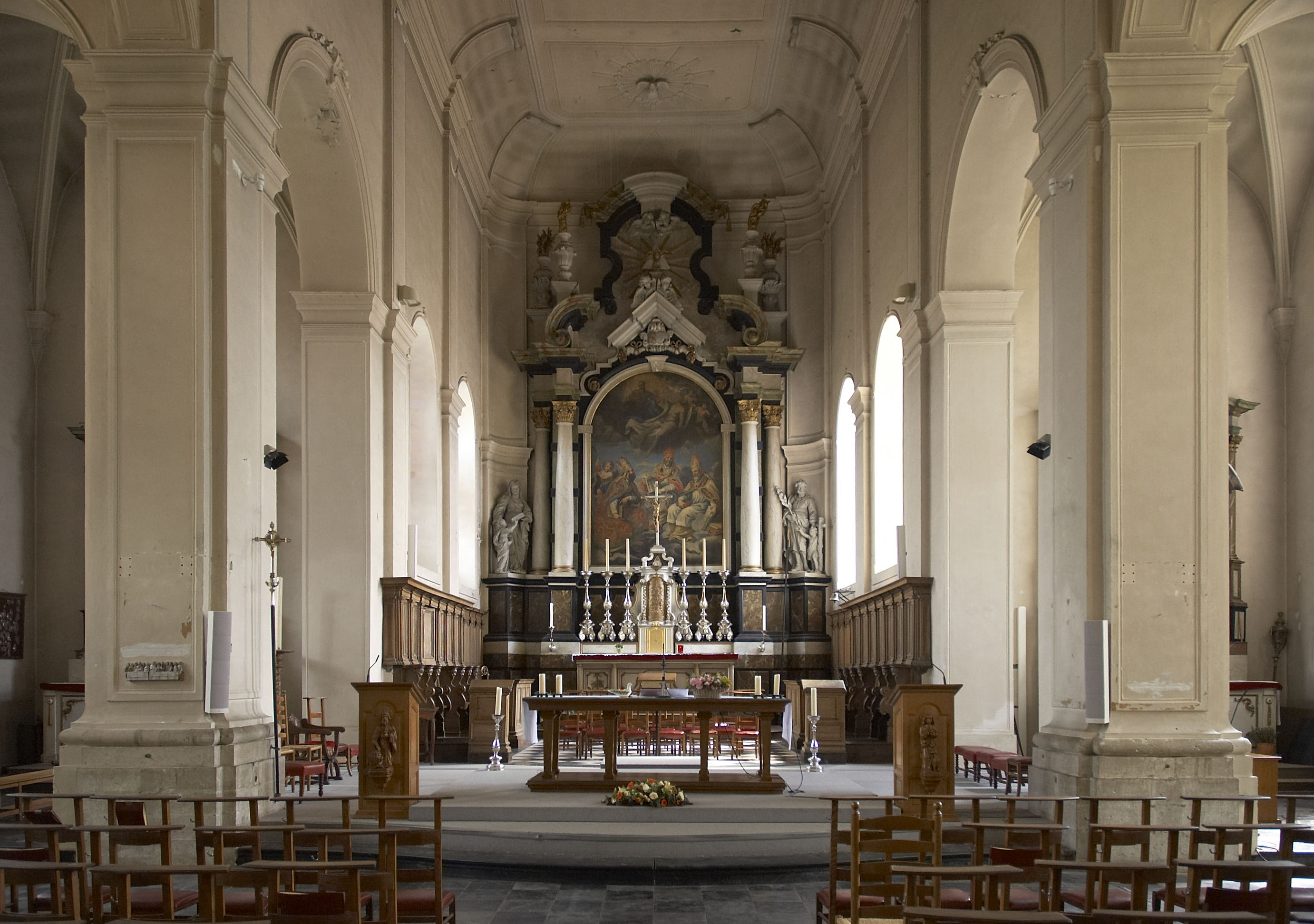
Вівтар церкви Святого Георгія, Грез-Дуасо